# Luigi Gualtieri
Luigi Gualtieri, noto anche con gli pseudonimi di Conte di Brenna o Duca d'Atene (Saludecio, 2 aprile 1827 – Sanremo, 1º dicembre 1901), è stato uno scrittore e librettista italiano.

## Biografia
Luigi Gualtieri nacque nel 1827 a Saludecio, piccolo centro romagnolo nell'attuale provincia di Rimini, dal medico del paese Lorenzo, e da Isabella Donati. Si iscrisse alla facoltà di diritto dell'Università di Bologna ma fu costretto ad abbandonarla per la morte del padre. Trasferitosi a Milano, e intrapresa l'attività letteraria, entrò in contatto con gli ambienti romantici della città lombarda, e si formò sulle opere degli scrittori francesi Alexandre Dumas (padre) ed Eugène Sue, che ispirarono le sue prime pubblicazioni: Misteri d'Italia, Bologna sotterranea.
Sposatosi nel 1863 con l'attrice Giacinta Pezzana, dalla quale ebbe una figlia, l'accompagnò nei suoi spostamenti professionali ed ebbe l'opportunità di accrescere le proprie conoscenze nell'ambiente teatrale. Il matrimonio si concluse nel 1883 quando la donna, ormai celebre, simpatizzante dell'emancipazione femminile, stanca dei debiti di gioco del marito che aveva dovuto rifondere con i propri guadagni, lo abbandonò.
Nel 1882, ottenuta finalmente l'abilitazione all'insegnamento, che aveva già richiesto una prima volta, molti anni prima, nel 1860, rifiutando poi l'offerta della sede di Sassari fu nominato supplente di letteratura italiana al liceo Cassini di Sanremo. Quattro anni dopo, nel 1886, divenne titolare della cattedra. Nella stessa città ligure morì a settantaquattro anni il 1º dicembre 1901.

## Opere
- Misteri d'Italia (1849).
- Bologna sotterranea (del 1851 è il Volume secondo).
- Bologna rediviva (1855).
- Grande illustrazione del Lombardo-Veneto, ossia Storia delle città, dei borghi, comuni, castelli ecc. fino ai tempi moderni (1857-61) con la collaborazione con Cesare Cantù.
- Il capo delle cento tribù (1857).
- Storia milanese del tempo dei Galli (1857).
- L'Innominato (1857).
- Dio e l'uomo (1861).
- La presa di Palermo. Romanzo storico contemporaneo sull'eroica spedizione di Garibaldi in Sicilia (1861).
- Memorie di Ugo Bassi, apostolo del Vangelo, martire dell'Indipendenza italiana (1861).
- Daniele Manin, ossia Venezia nel 1848 (1862).
- Silvio Pellico e le sue prigioni, ovvero I carbonari del 1821 (1862).
- Gulnara la Corsa (1863).
- Lo spiantato (1863).
- Le fasi del matrimonio (1863).
- La forza della coscienza, ossia Davanti alla corte d'assise (1863).
- L'abnegazione, (Teatro), (1864).
- L'ultimo papa (1864).
- I Piombi di Venezia (1867).
- La campagna (1868).
- La vita nomade (1869).
- Il Nazareno (1864).
- Malebranche (1883).
- Pape Satan (1884).
- La città del sole (1885).
- I bevitori di sangue (1886).
- Memorie di Vittorio Emanuele II re d'Italia (1893).